# أكسل أندرسن (لاعب جمباز فني)
أكسل أندرسن (بالدنماركية: Axel Andersen)‏ هو لاعب جمباز فني دنماركي، ولد في 20 ديسمبر 1891 في كوبنهاغن في الدنمارك، وتوفي بنفس المكان في 15 مايو 1931.

## وصلات خارجية
- أكسل أندرسن على موقع اللجنة الأولمبية الدولية (الإنجليزية)
- أكسل أندرسن على موقع أوليمبيديا (الإنجليزية)